# سیارک ۳۴۷۲
سیارک ۳۴۷۲ (به انگلیسی: 3472 Upgren، نامگذاری:1981EJ10) سه هزار و چهارصد و هفتاد و دومین سیارک کشف شده‌است که در ۱ مارس ۱۹۸۱ کشف شد.
قدر مطلق سیارک برابر ۱۳٫۶۰ است.